# Erwin Melichar
Erwin Melichar (* 26. September 1913 in Wien; † 16. Februar 2000 ebenda) war ein österreichischer Jurist und Präsident des Verfassungsgerichtshofs der Republik Österreich von 1977 bis 1983.

## Leben
Melichar promovierte 1936 an der Universität Wien zum Dr. iur. Im selben Jahr absolvierte er die Gerichtspraxis. 1937 trat er in den Finanzdienst der Republik Österreich ein. 1941–1946 befand er sich im Kriegsdienst und in Kriegsgefangenschaft. Nach Rückkehr aus der Gefangenschaft trat er 1946 wieder in das Bundesministerium für Finanzen ein (1956: Ministerialrat).
Neben der beruflichen Tätigkeit habilitierte sich Melichar bereits 1947 an der Universität Wien mit einer Arbeit zu Gerichtsbarkeit und Verwaltung im staatlichen und kanonischen Recht für Kirchenrecht, 1948 erfolgte eine Erweiterung der Lehrbefugnis auf Allgemeine Verwaltungslehre und Finanzrecht, 1953 auf Österreichisches Verwaltungsrecht.
1953 wurde er außerordentlicher, 1956 ordentlicher Universitätsprofessor für öffentliches Recht an der Universität Graz, 1961/62 sogar Rektor der Universität Graz. 1963 wechselte er als Nachfolger von Adolf Julius Merkl an die Universität Wien. 1969/70 war er Dekan der Rechtswissenschaftlichen Fakultät.
Am 12. Februar 1958 wurde Melichar mit Wirkung zum 22. Februar 1958 zum Mitglied des Verfassungsgerichtshofs ernannt. Als Ständiger Referent ist er von 1959 bis 1976 nachweisbar. Von 1970 bis 1977 gab er die Entscheidungssammlung Erkenntnisse und Beschlüsse des Verfassungsgerichtshofes heraus. Am 6. Oktober 1977 erfolgte mit Wirkung zum 10. Oktober 1977 die Ernennung zum Präsidenten des Verfassungsgerichtshofs, welche Stellung er bis zu seinem Ausscheiden aus dem Verfassungsgerichtshof Ende 1983 innehatte.
Melichar fand seine letzte Ruhestätte am Friedhof Ober St. Veit (Gruppe B, Nummer 4).

## Mitgliedschaften und Auszeichnungen
- Vereinigung der Deutschen Staatsrechtslehrer
- 1967: Ehrendoktorat der Universität Pécs[1]
- 1983: Ehrenmitglied der philosophisch-historischen Klasse der Österreichischen Akademie der Wissenschaften.

## Schriften
- Gerichtsbarkeit und Verwaltung im staatlichen und kanonischen Recht. Manz: Wien 1948. (Zugl.: Wien, Univ., Habil.-Schr., 1947)
- Das Besoldungsrecht der Bundesbediensteten mit erläuternden Bemerkungen, Durchführungsvorschriften, Erkenntnissen des Verfassungs- und Verwaltungsgerichtshofes und Entscheidungen der Zentralstellen. Hrsg. von Erwin Melichar u. a., Manz: Wien 1953  (Manzsche Ausgabe der österreichischen Gesetze 40).
- Das Einkommensteuergesetz 1953 mit Nebengesetzen, Durchführungsvorschriften und höchstgerichtlichen Entscheidungen. Hrsg. von Erwin Melichar. Nach dem Stand vom 1. Februar 1955 mit Änderungen und Ergänzungen während des Druckes bis 31. Juli 1955, Verlag der Österreichischen Staatsdruckerei 1955 (Handausgabe österreichischer Gesetze und Verordnungen. Neue Folge: Gruppe 4, Finanzrecht, 3).
- Reisegebührenvorschrift 1955. Verordnung vom 29. März 1954, betreffend die Gebühren bei Dienstreisen, Dienstverrichtungen im Dienstort, Dienstzuteilungen und Versetzungen. Mit erläuternden Bemerkungen, Durchführungsvorschriften und Entscheidungen der Zentralstellen. Hrsg. v. Erwin Melichar, Hans Ostermann. Manz: Wien 1955 (Manzsche Ausgabe der österreichischen Gesetze 40a).
- Die Entwicklung der Grundrechte in Österreich. Gutachten erstattet von Erwin Melichar, Manz: Wien 1964 (Verhandlungen des Zweiten Österreichischen Juristentages, 1, Gutachten 2).
- Finanzverfahren und Rechtsstaat. Kienreich: Graz 1962.
- Von der Gewaltentrennung im formellen und materiellen Sinn unter Berücksichtigung der Abgrenzung von Gerichtsbarkeit und Verwaltung, insbesondere auf dem Gebiete des Strafrechtes. Gutachten erstattet von Erwin Melichar. Manz: Wien 1970 (Verhandlungen des Vierten Österreichischen Juristentages, 1, Gutachten 1).
- Die Judikatur des Verfassungsgerichtshofes 1970-1974. Hrsg. vom Verfassungsgerichtshof; bearb. von Erwin Melichar und Eleonore Berchtold-Ostermann, Österreichische Staatsdruckerei: Wien 1975.
- Die Judikatur des Verfassungsgerichtshofes 1975-1979. Hrsg. vom Verfassungsgerichtshof; bearb. von Erwin Melichar und Eleonore Berchtold-Ostermann, Österreichische Staatsdruckerei: Wien 1984.
- Das Niederösterreichische Grundverkehrsgesetz im Lichte der Rechtsprechung des Verfassungsgerichtshofes. Vortrag, gehalten vor der Niederösterreichischen Juristischen Gesellschaft am 9. Juni 1976 in Stockerau. Verl. Niederösterreichisches Pressehaus: St. Pölten [u. a.] 1976 (Schriftenreihe Niederösterreichische Juristische Gesellschaft 7). ISBN 3-85326-206-6.
- Rechtsfragen des Verwaltungsverfahrens. Eine vergleichende Darstellung zwischen Österreich und Polen. Berichte des österreichisch-polnischen rechtswissenschaftlichen Kolloquiums, Wien 1977. Hrsg. von Erwin Melichar, Manz: Wien 1979. ISBN 3-214-06601-3.